# راندا البحیری
راندا البحیری (عربی: راندا البحيري؛ زادهٔ ۸ اوت ۱۹۸۳) هنرپیشه اهل مصر است.